# Salón del Automóvil de París 2002

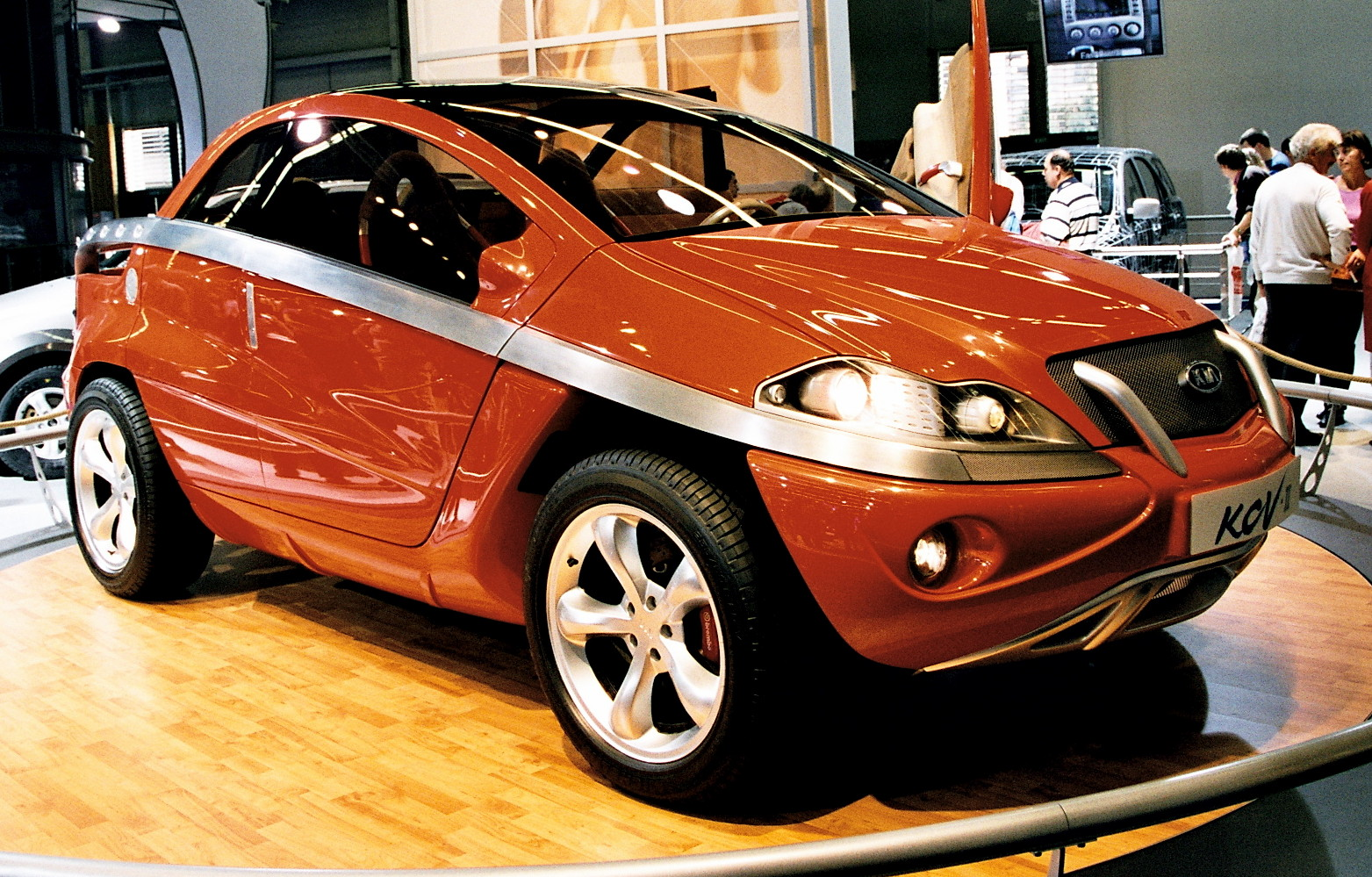
Kia KCV-II concept SUV en el Salón del Automóvil de París de 2002.

El Salón del Automóvil de París 2002 tuvo lugar del 28 de septiembre al 13 de octubre de 2002, en Francia, París.

## Introducción

### Modelos en producción
- Citroën C3 Pluriel
- Peugeot 307 CC
- Renault Mégane II
- Nissan Micra[1]
- Porsche Cayenne
- Volkswagen Touareg
- Ford StreetKa[2]
- Audi A8
- Toyota Land Cruiser
- Opel Meriva

### Prototipos
- Citroën C-Airdream
- Ford Focus C-MAX MAV Concept
- Renault Ellypse
- Kia KCV-II